# Diapleuridae
Diapleuridae é uma família de esponjas marinhas da ordem Lychniscosida.

## Gêneros
- Scleroplegma Schmidt, 1880